# Zuiderveld
Zuiderveld (Fries: Súderfjild) is een wijk in Joure die in de jaren '60, '70 en '80 van de twintigste eeuw is gebouwd. Tijdens de bouw stond Zuiderveld ook wel bekend als Joure-Oost. De wijk ligt tussen de Scheen, Geert Knolweg en Sewei. Zuiderveld is de wijk in Joure met de meeste inwoners. De meest dichtbevolkte wijk is echter Westermeer.
De wijk is strak opgezet en wordt gekenmerkt door rijwoningen en twee-ondereenkapswoningen. Een groot deel van deze woningen is sociale woningbouw. Aan de zuidkant is een bungalowbuurt gebouwd. Daarin staan onder meer experimentele woningen uit de jaren '70.

## Historie
Het gebied waarin de wijk Zuiderveld is gebouwd, behoorde tot en met 1954 tot het voormalige dorp Westermeer. De weilanden tussen de dorpsstraat van Westermeer en de toenmalige gemeentegrens met Doniawerstal in het zuiden stonden bekend als het "Zuiderveld".
Verspreid in het veld stonden enkele boerderijen. In het gebied kronkelde een pad (Binnenpad), dat aansloot op het Kerkpad in Haskerhorne. In 1940 werd die verbinding verbroken, toen Rijksweg 43 werd aangelegd. Deze weg zou de latere zuidgrens van de wijk Zuiderveld vormen. Behalve lintbebouwing langs de Geert Knolweg, waaronder het kerkhof van Westermeer, was er ook al bebouwing langs de Scheen. Vooral aan het begin en het eind van de weg stonden al huizen.
In 1957 schrijft de Leeuwarder Courant dat er plannen liggen voor een uitbreidingsplan ten oosten van de Scheen. Hier zouden 800 woningen gebouwd moeten worden, een zwembad moeten komen en er wordt gesproken over een motel. Voor de bouw van de nieuwbouwwijk, wordt alle bestaande bebouwing in het veld gesloopt en worden oude paden opgeruimd. Uiteindelijk komen er ruim 1200 woningen in Zuiderveld. Het zwembad wordt geopend in 1967. Het motel volgt in 1974.

## Bouw

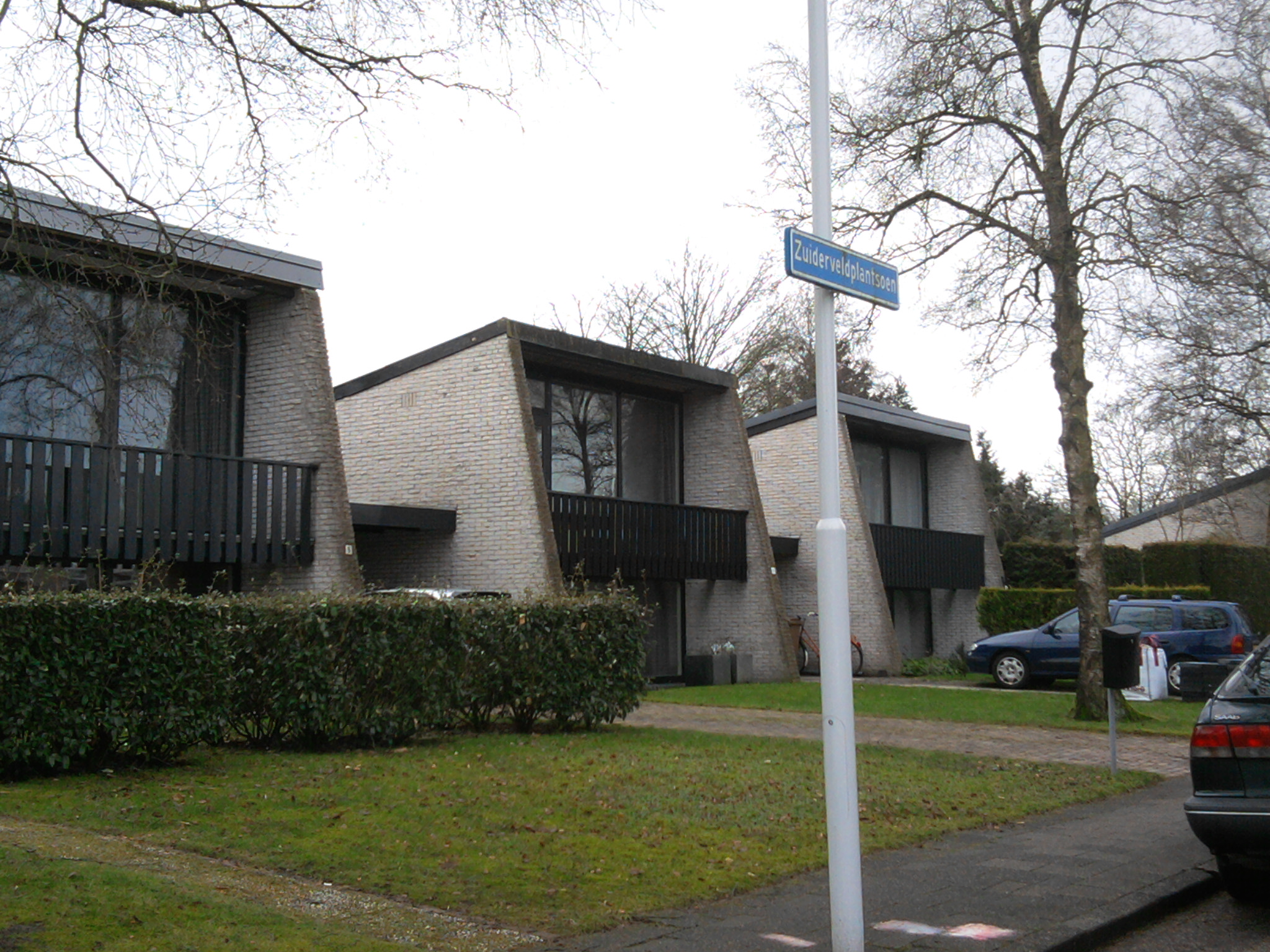
Experimentele woningen aan het Zuiderveldplantsoen uit de vroege jaren '70. De huizen beschikten over een zitkuil. Verder mochten bewoners zelf de indeling van de woning bepalen.

Zuiderveld is in twee periodes gebouwd. De scheidslijn vormt de Prins Willem-Alexanderstraat. Beide delen hebben een verschillend karakter en zijn enkel door voet-/fietspaden met elkaar verbonden. Het westelijke deel bestaat vooral uit sociale huurwoningen, het oostelijke uit koopwoningen.

#### Westelijk deel
Het deel ten westen van de Prins Willem-Alexanderstraat is gebouwd in de jaren 60 en vroege jaren '70 van de 20e eeuw. De eerste woningen worden in 1961 gebouwd ten zuiden van de Geert Knolweg, aan de Dodo van Haskastraat. De rest van de wijk wordt vanaf de Scheen oostwaarts gebouwd. Vooral de bloeiende Jouster industrie zorgt ervoor dat de provincie woningen aan Joure toewijst en dat Zuiderveld kan uitbreiden.
De straatnamen in dit deel van Zuiderveld zijn tweetalig Nederlands en Fries. In het centrale deel van de wijk zijn straten genoemd naar leden van de toenmalige koninklijke familie van Nederland (zoals Koningin Julianalaan en Prinses Beatrixstraat) en naar leden uit de familie van Friese stadhouders (Johan Willem Frisostraat). Aan de zuidkant van de wijk zijn enkele straten genoemd naar Friese kunstenaars, zoals de Pier Panderstraat en Gysbert Japiksstraat. Ook in de Jouster wijk Blaauwhof zijn straten naar Friese kunstenaars genoemd.
Enkele straten zijn genoemd naar gebouwen die in het verleden in het zuiderveld stonden. Voorbeelden hiervan zijn de Iepensteinlaan (genoemd naar de boerderij Iepenstein), Lycklemastraat (naar de Lycklamastins die ooit in Westermeer stond) en de Rinzemastraat (de Rinzemastins moet hebben gestaan op de plek waar de straat is gebouwd).

#### Oostelijk deel

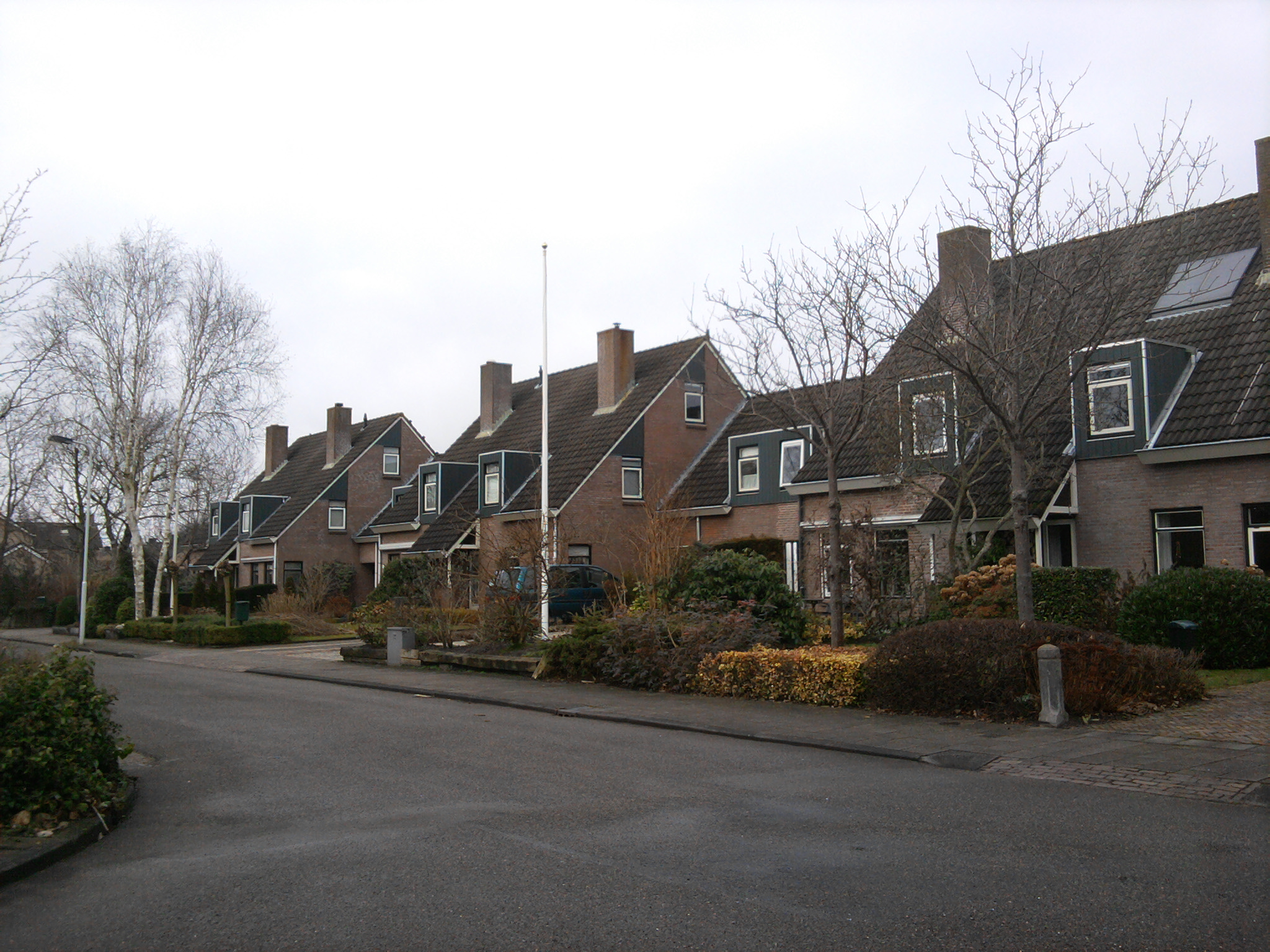
Straatbeeld aan de Touslaggerij.

In 1969 geeft de toenmalige gemeenteraad van Haskerland aan geen bebouwing te willen in het gebied ten oosten van de Willem-Alexanderstraat, dicht bij Knooppunt Joure. Als er enkele jaren later toch wordt besloten woningen te bouwen in dit gebied, keuren de provincie Friesland en het Rijk de plannen af. In 1980 volgt een definitief plan, waarin minder woningen en meer speelveldjes zijn ingepland. Dit wordt wel goedgekeurd.
Het deel ten oosten van de Prins Willem-Alexanderstraat stamt uit de vroege jaren '80. De straatnamen in deze buurt zijn Friestalig en herinneren aan oude ambachten, zoals Klokmakkerij en Kûperij. De buurt is pas aangelegd, nadat de jongere wijken Westermeer en het Schepenkwartier al grotendeels waren voltooid.
Ten tijde van de bouw bevindt Nederland zich in een recessie; de bouw ligt stil en nieuwbouwwoningen blijven lang leeg staan. In de volksmond wordt dit deel van Joure daarom ook wel de spookbuurt genoemd.

## Wijkvernieuwing

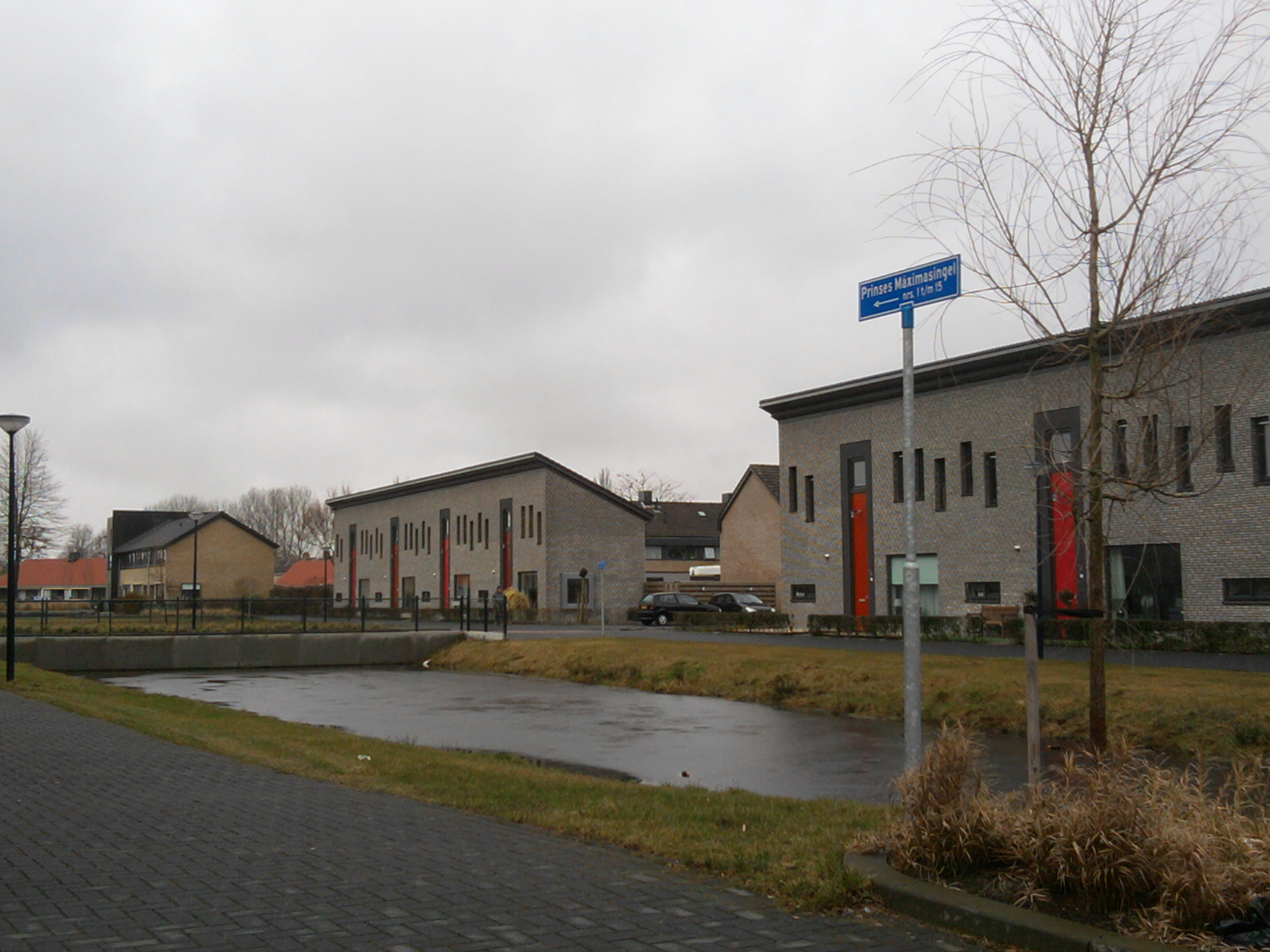
Prinses Máximasingel, aangelegd in 2011.

Vanaf de jaren 2000 is er behoefte aan vernieuwing in Zuiderveld. Stap voor stap worden delen van de wijk gerenoveerd. Aan de zuidkant van de wijk worden tientallen huurwoningen gesloopt om onder meer ruimte te maken voor een speelveld en enkele koopwoningen. Dit gebeurt in samenspraak met de buurt.
Zo'n honderd woningen in de buurt van de Rinzemastraat zouden worden gesloopt. De woningen zouden in erg slechte staat verkeren. Bij nader onderzoek bleekt dat sloop niet nodig is en dat een grondige renovatie volstaat. In de buurt worden toch enkele tientallen woningen en garageboxen afgebroken om in 2011 plaats te maken voor een dwarsstraat: Prinses Máximasingel. Daarnaast worden er woningen verbouwd tot koopwoning en wordt het openbaar groen verbeterd.
In 2015 opende een grootschalig sportcomplex aan de zuidkant van de wijk, op de locatie van het eerdere zwembad. Het buitenterrein van het zwembad moest wijken voor sportaccommodaties. De hoofdingang van het sportcomplex is aan de Sewei.

## Galerij

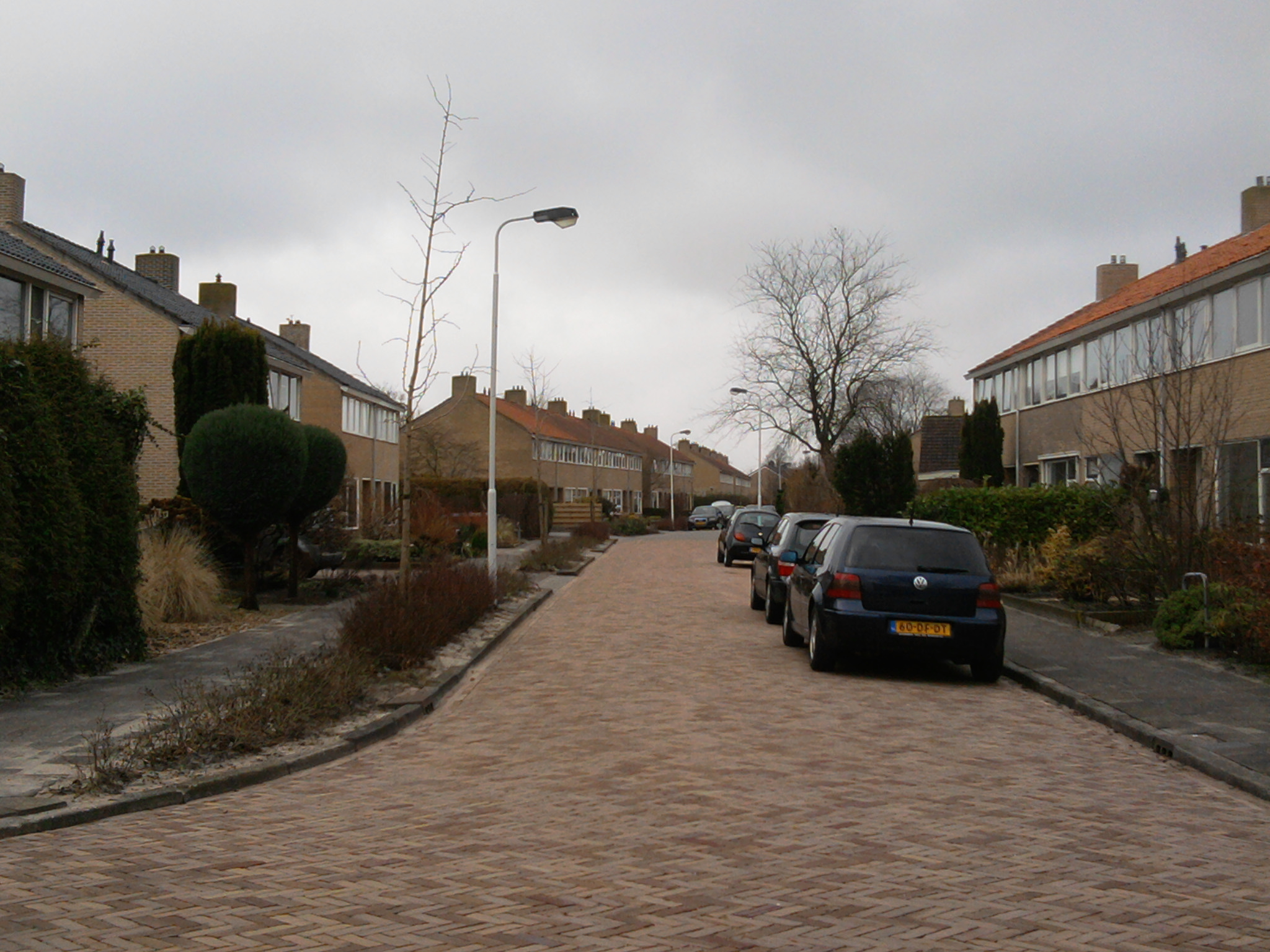
Gybert Japiksstraat
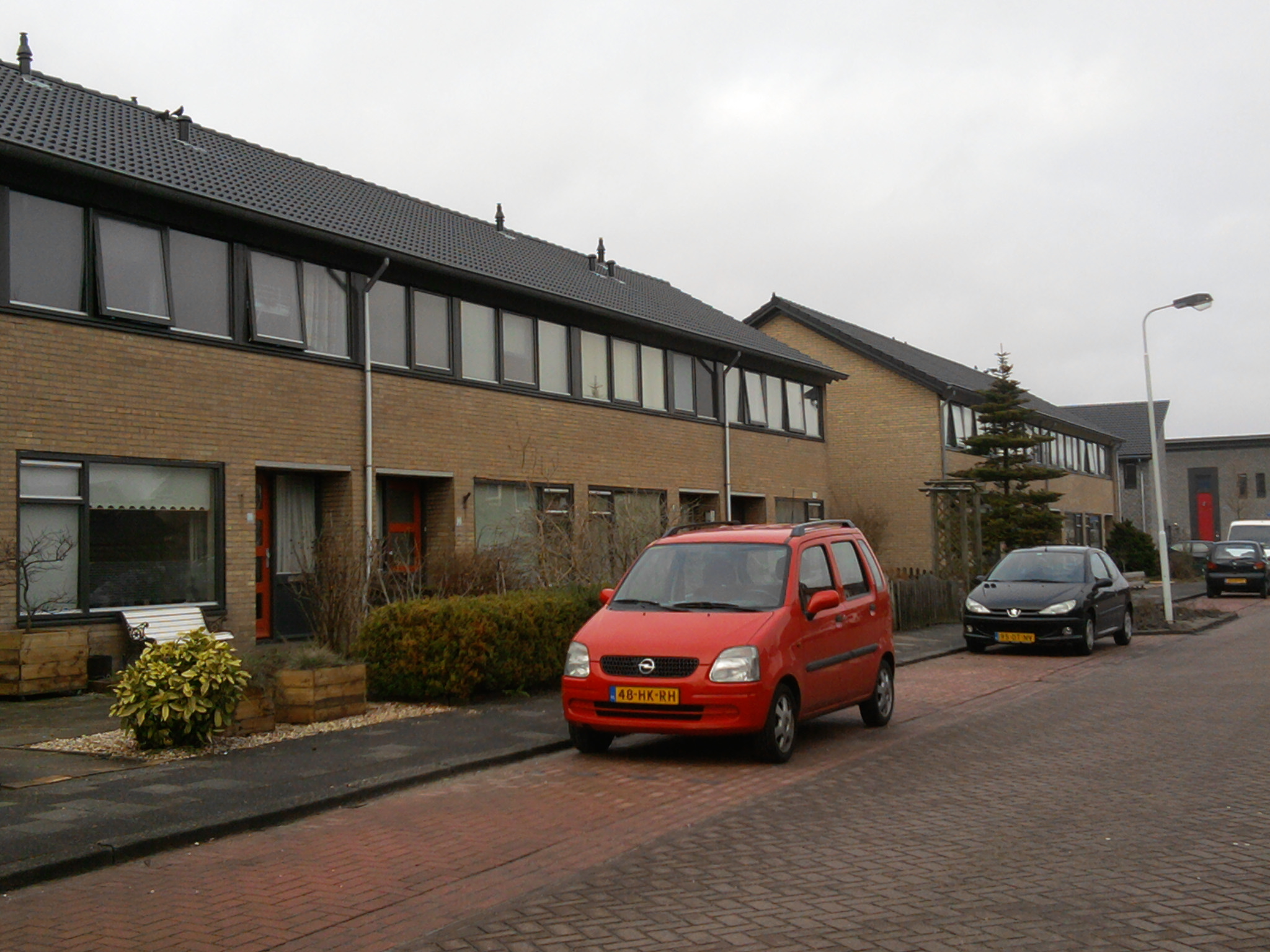
Prins Willem-Alexanderstraat
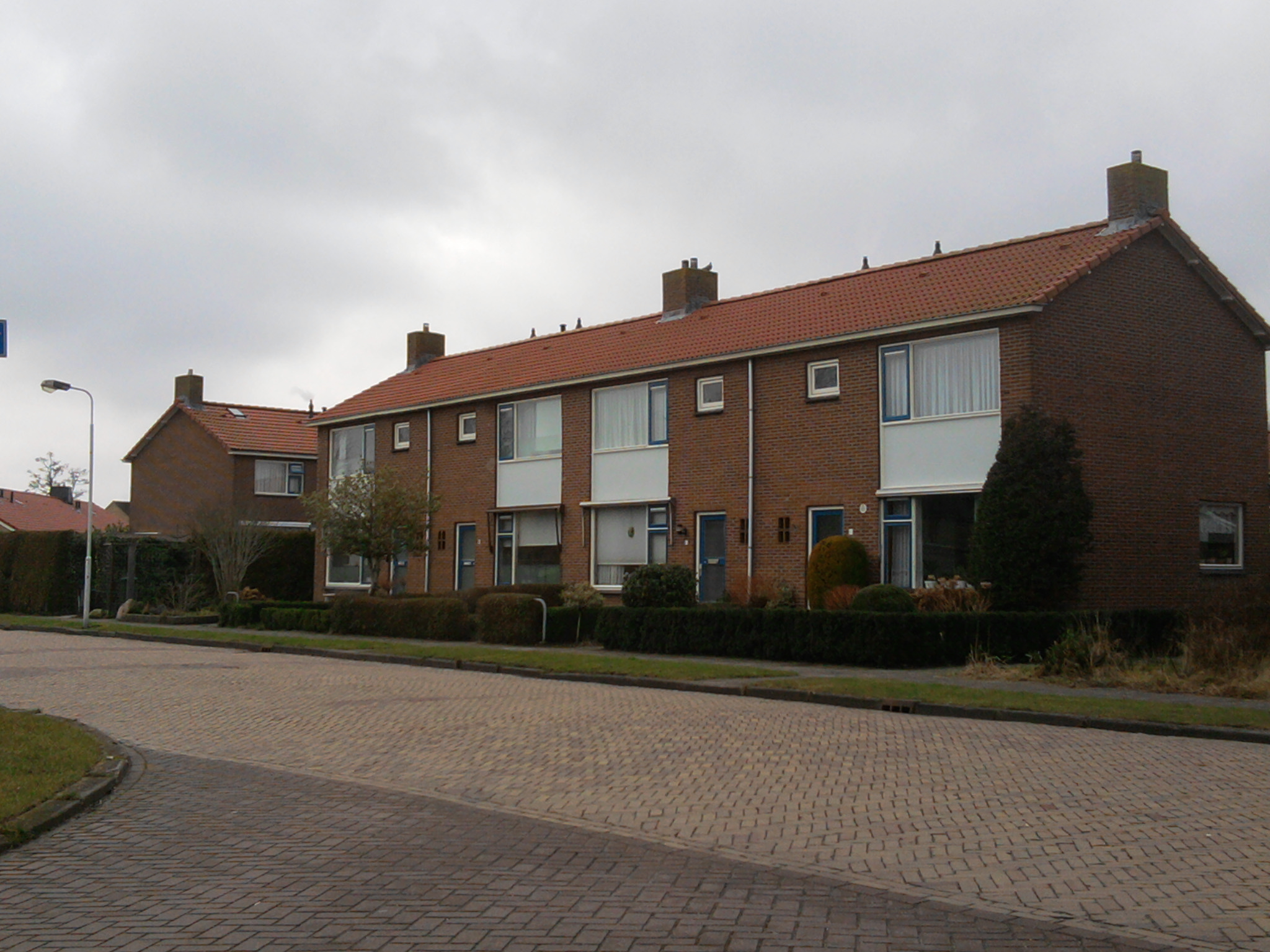
De oudste huizen van de wijk staan onder meer aan de Koningin Wilhelminalaan (1961)
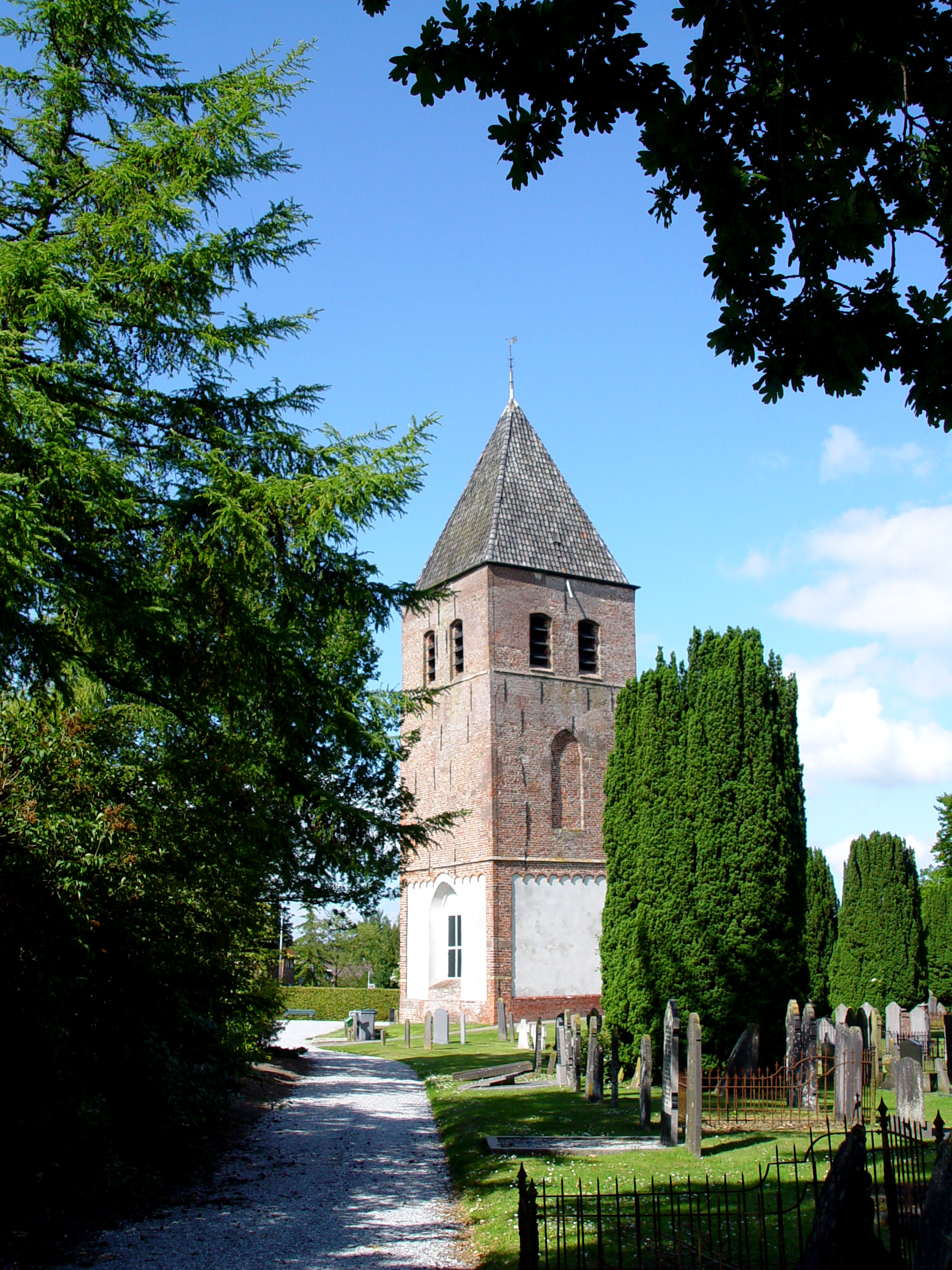
De kerktoren van Westermeer staat in Zuiderveld